# Iris Brünn
Iris Brünn (* 2000) ist eine Schweizer Unihockeyspielerin, die beim Nationalliga-A-Verein Floorball Riders Dürnten-Bubikon-Rüti unter Vertrag steht.

## Karriere
Brünn debütierte 2016 in der Nationalliga B für die Floorball Riders. 2020 stieg sie mit dem Riders in die Nationalliga A auf.